# Zespół Opiekunów Kulturowego Dziedzictwa Warszawy
Zespół Opiekunów Kulturowego Dziedzictwa Warszawy – pozarządowe stowarzyszenie powstałe w roku 1981, stawiające sobie za podstawowy cel zapobieganie dalszej dewastacji autentycznych przedwojennych elementów architektury Warszawy – w szczególności ocalałych kamienic z przełomu XIX w. i XX w.

## Opis
Poprzez różnorodne akcje (plakatowe, prasowe, czy społeczne drobne prace konserwatorskie) stowarzyszenie starało się o zmianę nastawienia władz PRL w podejściu do architektury secesyjnej i eklektycznej, uznawanych w komunistycznym państwie za niepoprawne ideologicznie.
Dzięki działalności stowarzyszenia, udało się zachować szereg warszawskich budynków (ale również innych elementów małej architektury takich jak latarnie, słupy trakcyjne) przez skłonienie konserwatora zabytków do wpisania ich do rejestru zabytków, wiele z nich udało się wyremontować. Stowarzyszenie, poprzez wydawanie książek i publikacji prasowych, prowadzi również działalność popularyzatorską i edukacyjną.